# Daniel Deronda (film)
Daniel Deronda er en britisk stumfilm fra 1921 af Walter Courtney Rowden.

## Medvirkende
- Reginald Fox som Daniel Deronda
- Ann Trevor som Mirah Lapidoth
- Clive Brook som Mallinger Grandcourt
- Yolande Duquette som Mrs Glasher
- Dorothy Fane som Gwendolen Harleth